# 齋藤利恵
齋藤 利恵（さいとう りえ、2002年5月22日 - ）は、日本の女子バスケットボール選手である。ポジションはパワーフォワード。Wリーグのアイシン ウィングス所属。

## 来歴
愛知県出身。
安城学園高校でウインターカップベスト8。
愛知学泉大学に進み、インカレ3位を経験。
2024年11月、アイシン ウィングスにアーリーエントリー登録される。